# سيتوبلازم المحور العصبي
سيتوبلازم المحور العصبي أو سيتوبلازم محور العصبون أو سيتوبلازم محور الخلية العصبية (بالإنجليزية: axoplasm)‏ .الزوائد العصبية (المحاور العصبية والزوائد الشجرية تحتوي على 99.7 % من سيتوبلازم الخلية العصبية و99.6 % من هذه النسبة موجود في المحاور العصب.
سيتوبلازم المحور العصبي يحتوي على مكونات من العضيات والمواد الأخرى مختلفة عنها في جسم الخلية (بالإنجليزية: soma)‏ أو (بالإنجليزية: cell body)‏ أو الزوائد الشجرية (بالإنجليزية: dendrites)‏. في عملية النقل عبر سيتوبلازم المحور العصبي المواد تنقل خلال سيتوبلازم المحور العصبي من وإلى جسم الخلية.
المقاومة الكهربائية لسيتوبلازم المحور العصبي تدعى مقاومة سيتوبلازم محور العصبون وهي تعد جانبا من خصائص العصبون التوصيلية (المتعلقة بتوصيل ونقل الإشارة) لأنها تؤثر على سرعة انتقال جهد الفعل على طول المحور العصبي. ولو كان سيتوبلازم المحور العصبي يحتوي على العديد من الجزيئات غير الموصلة للكهرباء لبطأ ذلك انتقال جهد الفعل لأنه يسبب المزيد من تدفق الأيونات على طول غشاء محور العصبون (بالإنجليزية: axolemma)‏ أكثر من تدفقها خلال سيتوبلازم محور العصبون.